# Enzo Fernández
Enzo Jeremías Fernández (San Martín, 17 de janeiro de 2001) é um futebolista argentino que atua como meia central ou volante. Atualmente, joga pelo Chelsea.

## Carreira
De família humilde e com quatro irmãos, Fernández começou a jogar futebol com cinco anos de idade no Club La Recova, de sua cidade natal e foi levado ao River Plate em 2006, com seis anos de idade.
Em 2019, foi promovido ao time principal do River Plate e foi relacionado pela primeira vez a um jogo na derrota por 3–1 para o Patronato, em 27 de janeiro de 2019. Já sua estreia foi no ano seguinte, em 4 de março de 2020, na derrota de 3–0 para a LDU, na 1a rodada da fase de grupos da Libertadores.

### Defensa y Justicia

#### 2020
Em 22 de agosto, Fernández foi juntamente com Franco Paredes emprestado até o dezembro de 2021 ao Defensa y Justicia. Fez sua estreia pelo clube de Florêncio Varela em 18 de setembro de 2020, sendo a vitória por 3–0 sobre o Delfín.
Em 8 de dezembro, fez seu 1º gol pelo Defensa na vitória por 3–2 sobre o Bahia, no jogo de ida das quartas de final da Sul-Americana.

#### 2021
Esteve no elenco que se sagrou campeão da Sul-Americana de 2020 ao bater o Lanús por 3–0, tendo também sido selecionado para o time do torneio. Também se sagrou campeão da Recopa Sul-Americana de 2021 após vencer por 4–3 nos pênaltis o Palmeiras (o Palmeiras havia ganho o jogo de ida por 2–1 e o Defensa aplicou o mesmo placar no jogo de volta, forçando os pênaltis). Foi titular absoluto em sua passagem no Defensa tanto com Beccacece quanto com Crespo, atuando em 33 partidas com um gol e duas assistências, além de participar das conquistas da Sul-Americana e da Recopa em 2021, sendo titular em ambas as decisões das competições.

### Retorno ao River Plate

#### 2021
Após ter seu retorno pedido pelo técnico Marcelo Gallardo, Fernández regressou ao River em junho de 2021. Fez seu primeiro pelo River na vitória de 2–0 sobre o Vélez, em jogo válido pela sexta rodada do Campeonato Argentino.

#### 2022
Em 10 de abril, na vitória por 4–2 sobre o Argentinos Juniors, foi ovacionado por sua atuação (fez um dos gols) e emocionou-se na entrevista pós-jogo.
Começou o ano em alta, sendo especulado em times europeus e eleito o melhor futebolista em atividade na Argentina, tendo até 24 de abril sido o artilheiro do River no Campeonato Argentino com cinco gols, além de distribuir seis assistências. Atuou em 53 partidas pelo River, fazendo 12 gols e distribuindo 10 assistências.

### Benfica

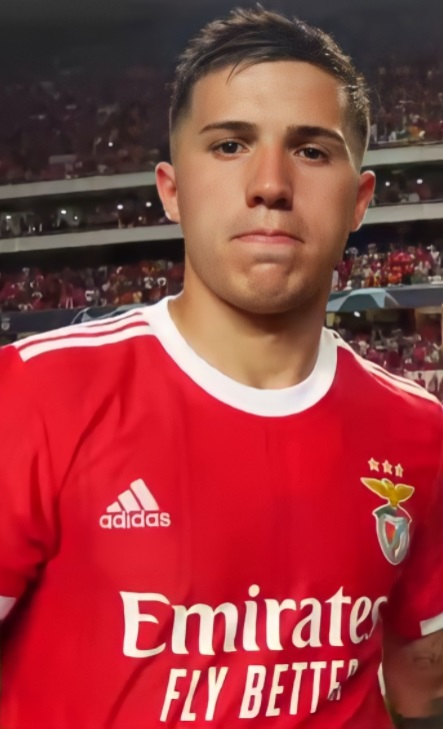
Fernández com o Benfica em 2022

Em 15 de julho de 2022, foi anunciado como jogador do Benfica por cinco temporadas com o valor da negociação girando em torno de 10 milhões de euros. Dois dias depois, Fernández fez sua estreia num amistoso de pré-temporada contra o Nice e atuou por 45 minutos, tendo os benfiquistas vencido por 3–0. Já sua estreia numa competição oficial ocorreu em 5 de agosto na vitória por 4–1 sobre o Midtjylland no jogo de ida da terceira pré-eliminatória da Liga dos Campeões, onde fez seu primeiro gol pelo clube e teve atuação elogiada.
Enzo deixou o Benfica com quatro gols e seis assistências em 29 jogos.

### Chelsea
No último dia da janela de transferência de janeiro de 2023, o Chelsea anunciou a contratação de Fernández. O clube londrino pagou 121 milhões de euros pela cláusula de rescisão de Enzo, com contrato assinado até 2031. O valor de 107 milhões de libras tornou-se o recorde britânico. Em 3 de fevereiro de 2023, Enzo Fernández fez a sua estreia pelos Blues no  empate ante o Fulham, por 0 a 0, pela 22ª rodada da Premier League.Em 30 de agosto de 2023, Enzo Fernández anotou seu primeiro gol pelo Chelsea em vitória sobre o Wimbledon, em Stamford Bridge pela Carabao Cup.
Enzo Fernández encerrou a temporada com 40 jogos pelo Chelsea na temporada 2023/24. Ele marcou sete gols e distribuiu três assistências no período.
Após vencer o Mundial de Clubes FIFA de 2025, tornou-se o único jogador a ser campeão mundial por clubes e seleções, considerando a Copa do Mundo tradicional com seleções e a primeira para clubes.

## Seleção Argentina

### Sub-18
Fernández representou a Argentina Sub-19 no Torneio COTIF de 2019, na Espanha.

### Principal
Em setembro de 2022, Enzo foi convocado pela primeira vez à Seleção principal da Argentina para a disputa dos dois últimos amistosos antes da Copa do Mundo, contra Jamaica e Honduras, nos dias 23 e 27, respectivamente.
Em 11 de novembro, foi um dos 26 convocados para a Copa do Mundo de 2022. Na segunda rodada o torneio Mundial, fez um bonito gol sacramentando a vitória por 2–0 sobre o México.
Fernández também convocado por Lionel Scaloni para representar a Seleção Argentina na Copa América de 2024.

## Vida Pessoal
Seu nome Enzo, é em homenagem ao jogador uruguaio Enzo Francescoli, considerado um dos maiores jogadores da história do Uruguai, que seu pai é um grande fã.

## Estatísticas
Atualizadas até dia 23 de setembro de 2022.[carece de fontes?]

### Clubes
| Clube              | Temporada         | Campeonato Nacional | Campeonato Nacional | Campeonato Nacional | Copa Nacional[a] | Copa Nacional[a] | Copa Nacional[a] | Competições Continentais[b] | Competições Continentais[b] | Competições Continentais[b] | Outros Torneios[c] | Outros Torneios[c] | Outros Torneios[c] | Total | Total | Total   |
| Clube              | Temporada         | Jogos               | Gols                | Assist.             | Jogos            | Gols             | Assist.          | Jogos                       | Gols                        | Assist.                     | Jogos              | Gols               | Assist.            | Jogos | Gols  | Assist. |
| ------------------ | ----------------- | ------------------- | ------------------- | ------------------- | ---------------- | ---------------- | ---------------- | --------------------------- | --------------------------- | --------------------------- | ------------------ | ------------------ | ------------------ | ----- | ----- | ------- |
| River Plate        | 2020              | —                   | —                   | —                   | —                | —                | —                | 1                           | 0                           | 0                           | —                  | —                  | —                  | 1     | 0     | 0       |
| River Plate        | Total             | 0                   | 0                   | 0                   | 7                | 1                | 0                | 1                           | 0                           | 0                           | 0                  | 0                  | 0                  | 1     | 0     | 0       |
| Defensa y Justicia | 2020              | —                   | —                   | —                   | 9                | 0                | 0                | 5                           | 0                           | 0                           | —                  | —                  | —                  | 14    | 1     | 0       |
| Defensa y Justicia | 2021              | —                   | —                   | —                   | 12               | 0                | 0                | 5                           | 0                           | 2                           | 2                  | 0                  | 0                  | 19    | 0     | 2       |
| Defensa y Justicia | Total             | 0                   | 0                   | 0                   | 21               | 0                | 0                | 10                          | 0                           | 2                           | 2                  | 0                  | 0                  | 33    | 1     | 2       |
| River Plate        | 2021              | 20                  | 2                   | 3                   | 3                | 0                | 0                | —                           | —                           | —                           | 1                  | 0                  | 0                  | 24    | 2     | 3       |
| River Plate        | 2022              | 5                   | 1                   | 1                   | 15               | 7                | 5                | 8                           | 2                           | 1                           | —                  | —                  | —                  | 28    | 10    | 7       |
| River Plate        | Total             | 38                  | 7                   | 8                   | 18               | 7                | 5                | 11                          | 2                           | 1                           | 1                  | 0                  | 0                  | 52    | 12    | 10      |
| Benfica            | 2022–23           | 7                   | 1                   | 0                   | —                | —                | —                | 6                           | 2                           | 0                           | —                  | —                  | —                  | 13    | 3     | 0       |
| Benfica            | Total             | 7                   | 1                   | 0                   | 0                | 0                | 0                | 6                           | 2                           | 0                           | 0                  | 0                  | 0                  | 13    | 3     | 0       |
| Total na carreira  | Total na carreira | 38                  | 7                   | 8                   | 46               | 8                | 5                | 22                          | 2                           | 3                           | 3                  | 0                  | 0                  | 99    | 16    | 12      |

- a. ^ Jogos da Copa da Liga Argentina e Copa da Argentina
- b. ^ Jogos da Copa Libertadores da América e Copa Sul-Americana
- c. ^ Jogos da Recopa Sul-Americana e Trofeo de Campeones de la Superliga Argentina

## Títulos
Defensa y Justicia
- Copa Sul-Americana: 2020
- Recopa Sul-Americana: 2021

River Plate
- Campeonato Argentino: 2021
- Trofeo de Campeones de la Liga Professional: 2021

Benfica
- Primeira Liga: 2022–23

Chelsea
- Liga Conferência da UEFA: 2024–25[41]
- Copa do Mundo de Clubes FIFA: 2025[42]

Seleção Argentina
- Copa do Mundo FIFA: 2022
- Copa América: 2024

### Prêmios individuais
- Seleção da Copa Sul-Americana de 2020
- Melhor Jogador Jovem da Copa do Mundo FIFA: 2022
- Equipe da Temporada da Liga Conferência da UEFA: 2024–25[43]
- Equipe ideal da Copa do Mundo de Clubes da FIFA: 2025[44]